# M249軽機関銃
M249軽機関銃（M249 light machine gun）は、アメリカ合衆国で国産化されたミニミ軽機関銃である。アメリカ軍における制式名称は5.56mm軽機関銃M249（Light Machine Gun, 5.56 mm, M249）で、かつてはM249分隊支援火器（M249 Squad Automatic Weapon）とも呼ばれた。
FNハースタル社の米国現地法人であるFNH USAが製造を担当し、アメリカ軍の各部隊に広く配備されている。小部隊の火力不足を補うべく1984年に採用された。

## 概要
M249は、ガス圧作動方式の空冷軽機関銃であり、容易に銃身交換が行える構造になっている。前方に折畳式の二脚を備えるほか、M192三脚に取り付けることも可能である。給弾はM27弾帯かSTANAG マガジンによって行われる。これは、弾帯が不足した折、小銃手らが所持しているM16自動小銃またはM4カービン用の弾倉をそのまま転用することを想定した設計である。ただし、M249は小銃に比べると極めて発射速度が高いため、STANAG マガジンを使用した場合は装填不良が起こりやすいとされる。
1989年のパナマ侵攻において初めて本格的に実戦投入され、以降アメリカ軍が参加した主要な戦闘の全てで使用されてきた。前線では砂や汚れによる弾づまりの報告もあるが、多くの兵士はM249の性能に満足しているという。アメリカ海兵隊においては、分隊支援火器たるM249の一部をM27 IARによって更新している。
また、SAW（分隊支援火器）という通称から、しばしば誤って「分隊戦闘火器」（Squad Assault Weapon）とも呼ばれる。

## 開発・採用の経緯

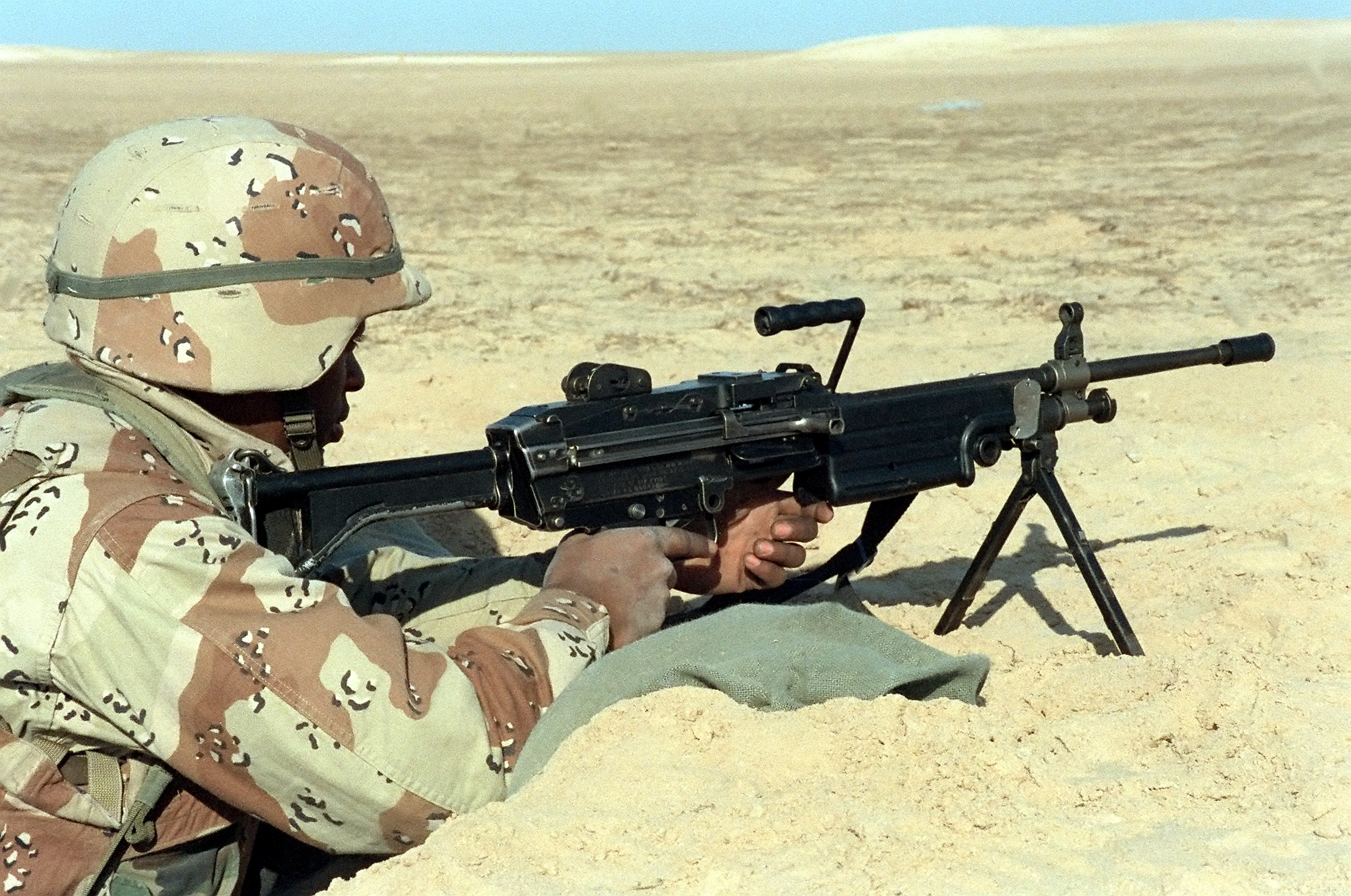
湾岸戦争中、初期型のM249を使用する米海兵隊員（1991年2月）

1965年の段階で、アメリカ陸軍およびアメリカ海兵隊の標準的な機関銃としてはM2重機関銃とM60機関銃の2種が運用されていた。M2重機関銃は大口径の大型重機関銃で、主に車載ないし陣地据付の機関銃として使用されていた。また、M60機関銃は重機関銃よりは軽量な中機関銃であり、兵員により携行され、前線での支援火器として使用されていた。しかし、これらの機関銃はいずれも重量があり、効率的に運用するためには最低2名の兵士が必要であった。第一次世界大戦期に採用されたM1918自動銃は兵士1名でも運用しうる機関銃だったが、1957年にフルオート射撃機能を有するM14小銃が採用されたことで段階的に廃止されていた。M14小銃は従来アメリカ軍で採用されていた4つの標準的な銃器、すなわちM1ガーランド（歩兵銃）、M1カービン（騎兵銃）、M3グリースガン（短機関銃）、M1918自動銃（軽機関銃）の役割全てを兼ねる小銃として開発されたものである。当時、各分隊では「指定小銃手」（Designated riflemen）に選ばれた兵士のみがフルオート射撃を行い、その他の兵士は弾薬を節約すると共に射撃精度を維持するべくセミオート射撃のみを行った。M14小銃やM16自動小銃は基本的に歩兵銃として設計されていたため、持続的なフルオート射撃によって運用される事を想定しておらず、こうした運用を行うとしばしば過熱や弾づまりなどの不良が発生した。また、給弾も弾帯ではなく20連発ないし30連発の箱型弾倉によって行われていたため、これらの小銃の持続射撃能力は大幅に限定されていた。
こうして、陸軍ではM60機関銃よりも軽量かつM16自動小銃よりも高火力であり、さらに単独の兵員によって運用しうる機関銃の調達を決定した。これにより、歩兵銃のフルオート射撃に依存しない分隊支援能力の獲得が期待されたのである。1960年代を通じて、分隊向け機関銃の研究については様々な試みが成された。一時はフレシェット弾を使用する汎用機関銃といった奇妙な設計も行われたが、最終的に軽機関銃に関する研究はストーナー63に集約された。ストーナー63は、海兵隊およびNavy SEALsによって限定的に使用された。
1968年、陸軍の新規小火器計画の一環として5.56mm口径の軽機関銃の開発が提案されるが、当時の軍部では5.56mm弾の威力不足を危惧する意見が一般的だったため、ほとんど資金が割り当てられなかった。こうして新型軽機関銃の研究は、まず5.56mm弾の弾道特性の改良から着手することとなる。1969年まではその他の口径の軽機関銃に関する研究は検討されなかった。1970年7月、陸軍は口径を指定せずに新規軽機関銃の開発計画を承認した。この時点では新規軽機関銃について、単に「分隊支援火器」（Squad Automatic Weapon, SAW）という名称が使用されていた。なお、威力不足とされた5.56mm弾に代わる軽機関銃用銃弾に関する研究は1971年7月まで着手されなかった。同年8月、フランクフォード兵器廠では軽機関銃用の新型銃弾として2種類の銃弾を発表した。すなわち6mm SAW弾と薬莢を延長した5.56mm弾である。1972年3月には陸軍が新型分隊支援火器の仕様書を発表し、これらの銃弾の名前が共に記載された。同年5月、6mm弾の設計が承認される。そして、同年7月までには開発契約がマレモント（Maremont）、フィルコ・フォード、ロックアイランド兵器廠内のロッドマン研究室と結ばれた。これらの企業による試作モデルは、陸軍によってそれぞれXM233、XM234、XM235という仮名称が与えられていた。陸軍による要求によれば、これらの機関銃は銃弾200発を装填した状態で重量が9.07kg（20lb）以下であること、また、最低でも800m（2,600ft）の射程を有することが必須とされていた。
その後、新型SAWの採用に向けた運用試験が始まった。この際、開発中だった6mm機関銃に加えて3つの5.56mm機関銃が候補となった。すなわち、コルト社製のM16 HBAR（M16小銃の重銃身型）、FN社製のミニミ軽機関銃、H&K社のHK23A1である。最初のテストは1974年12月までに完了した。1976年2月、ミニミ軽機関銃とロッドマンXM235が有力な候補として選ばれ、これらに関する研究開発の継続が決定する。この時期には歩兵銃と異なる銃弾を使用することで補給上の問題が生じるとして、6mm弾に対する批判が高まっていた。同年6月、新型SAWの仕様書が修正され、5.56mm弾を使用することが必須とされた。同年10月、仕様書の変更が承認され、これと共にロッドマンXM235の口径変更に関連する入札が行われた。この入札では最終的にフォード・エアロスペースが勝利し、同社によって設計変更が加えられたXM235はXM248と改称された。1978年、M16 HBARの改良型が発表されたほか、H&K社でもHK21A1の5.56mmモデルを新型SAWの候補として提出した。この時点でコルト社製がXM106、H&K社製がXM262、FN社製がXM249という仮名称で識別されていた。1979年、陸軍によりこれら4種の候補による比較試験が行われた。
1980年5月、XM249の採用が決定する。同年9月、FN社はXM249のさらなる改良に向けた契約を交わし、1981年6月から新型銃のテストが開始された。1982年2月1日、アメリカ軍による採用が公式に宣言される。
1984年、M249分隊支援火器（M249 Squad Automatic Weapon）として陸軍に対する配備が始まり、翌年には海兵隊での配備も始まった。オリジナルのミニミ軽機関銃とアメリカ製のモデルを比較すると、銃床の形状に差異が見られる。M249はサウスカロライナ州コロンビアのFN社工場にて製造されている。
こうして配備が始まったM249は、射撃精度と信頼性の高さを評価されたが、一方で高温になる銃身が露出していることや鋭利な箇所が多いことが使用者の負傷に繋がりうると指摘された。また、フロントサイトの調整に特殊な工具が必須とされる点も問題として指摘されていた。1985年8月23日、当時の陸軍次官ジェームズ・R・アンブローズは、これらの問題の解決を試みるためにM249の製造を一時中止させると共に製品改良計画（product improvement program, PIP）に着手した。これを受けて連邦議会では1986年度の国防予算からM249に関するものを削除し、その他の様々な政策に流用した。アンブローズによる決定が成された時点で1,100丁以上のM249が運用され、また、7,000丁程度が倉庫に保管されていた。このうち運用されているものについては後ほど改良キット（PIP キット）の後付を行うこととされ、倉庫に保管されているものについては直接改修を行うこととされた。その後、改良キットの完成と共にM249の製造は再開された。1994年、M249の制式名称がM249軽機関銃（M249 light machine gun）に変更された。

## 設計

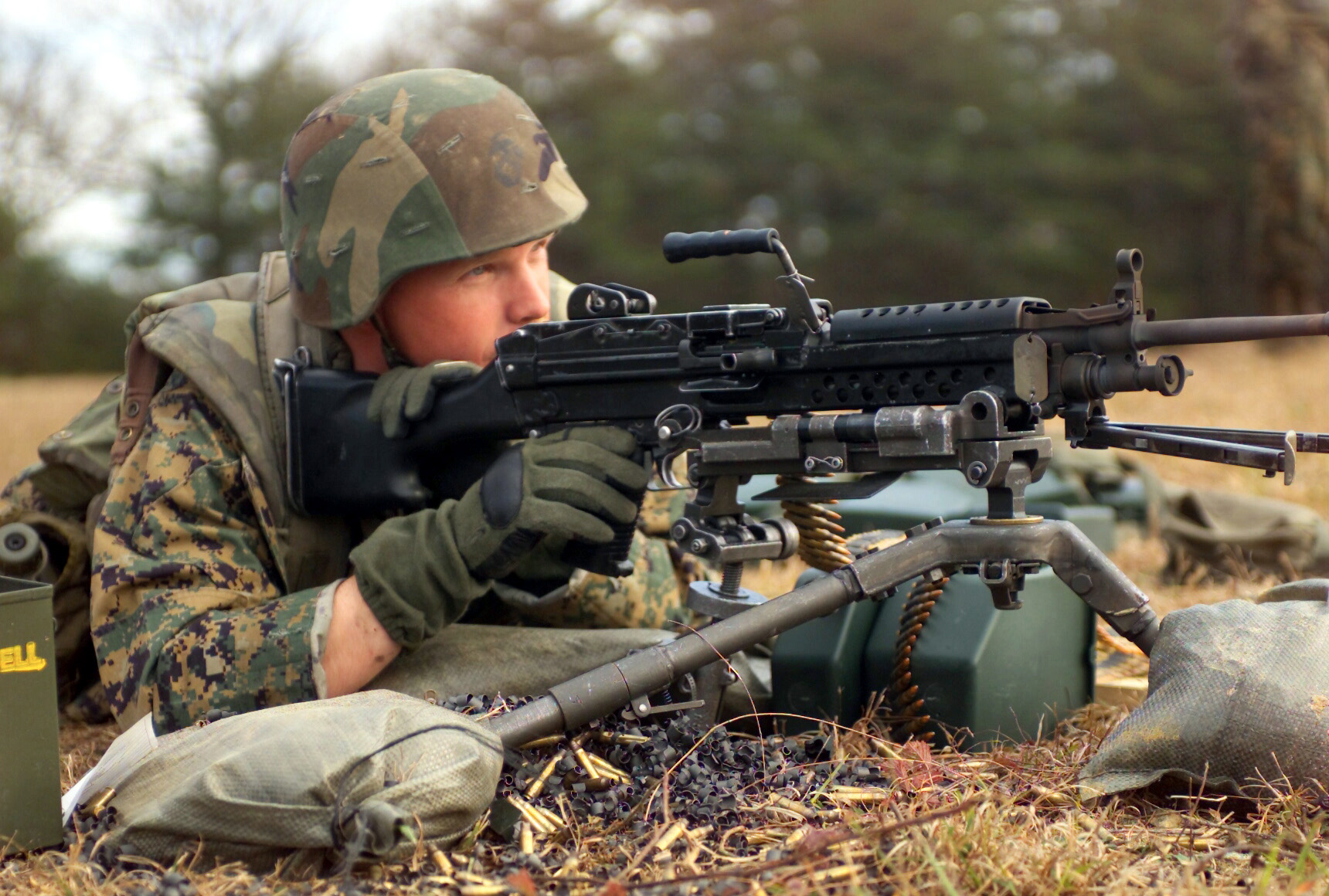
射撃訓練場にて、M122A1三脚に取り付けたM249で射撃を行う海兵隊員（2003年11月）

M249は、弾帯給弾式の軽機関銃である。通常、M27弾帯によって接続された5.56x45mm NATO弾（M855通常弾およびM856曳光弾）を使用する。また、弾帯は銃の下方に固定できるプラスチック製の弾倉かカンバス製の弾帯袋に収納される。小銃用のSTANAG マガジンも使用できるが、発射速度の違いから装弾不良が起こりやすく、弾帯が使用できない状況での緊急対処としてのみ認められている。
M249の全長は1,041 mm (41 in)であり、重量は7.5 kg (17 lb)（200発分の弾帯とプラスチック製弾倉を取り付けた状態で10 kg (22 lb)）であり、決して扱いやすい銃器とは言えない。

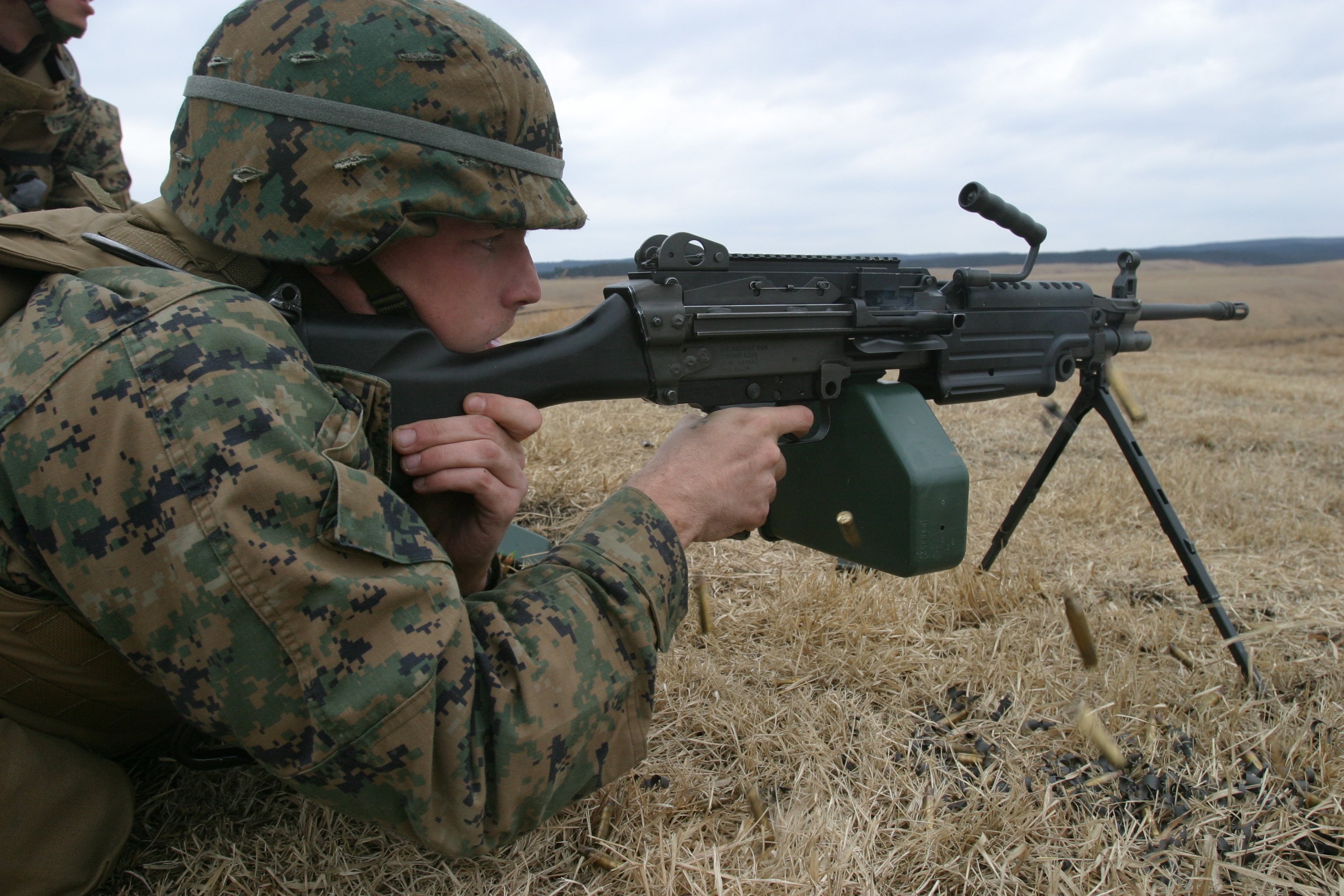
プラスチック製弾倉を取り付けたM249
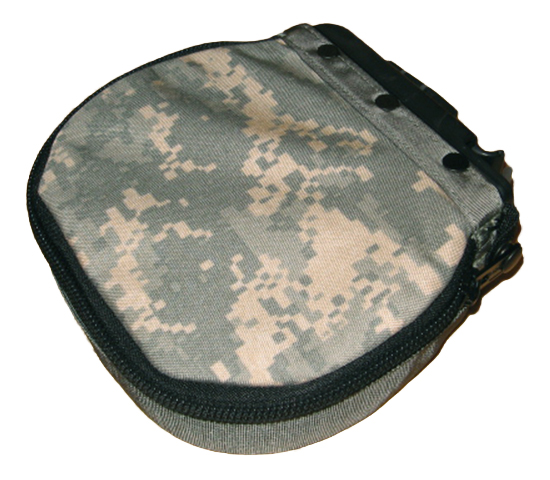
200発弾帯を収めるための布製弾帯袋
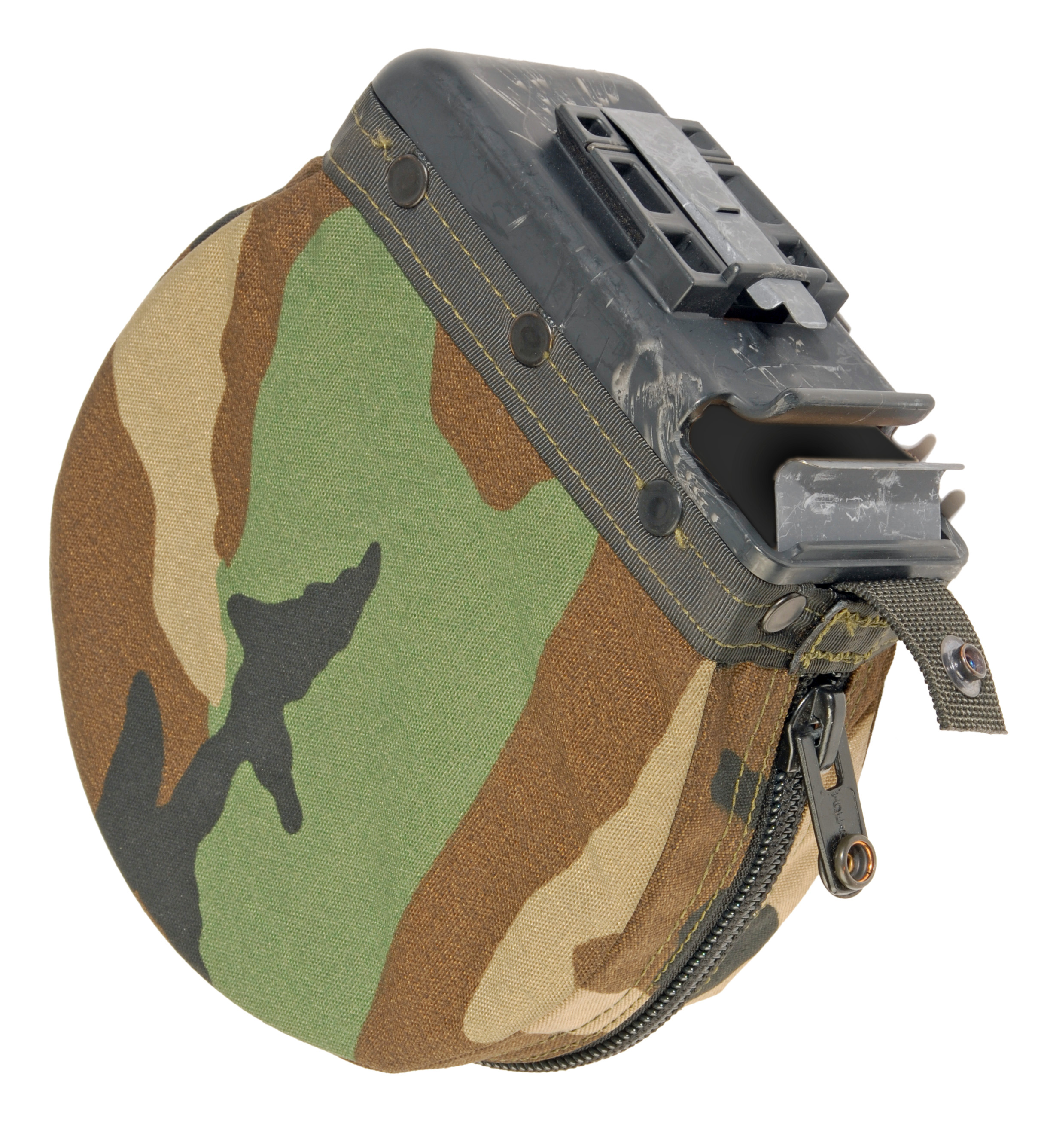
弾帯用ソフトケース

作動方式にはガス圧作動方式およびオープンボルト方式が採用されている。引き金が引かれると、まずボルトとボルトキャリアがリコイルスプリングの力で前進する。これに伴い、弾帯から分離された銃弾が薬室へ送られ発射される。この際に燃焼ガスの一部が銃身の穴を経由して薬室に送られる。このガスの圧力によりピストンが動作し、排莢および次弾の抽出、弾帯の移動、リコイルスプリングの圧縮を行い、次の発射に備えるのである。なお、原型のミニミ軽機関銃と同じく、発射方式はフルオート（連射）のみで単射（セミオート）機能はない。
銃身のライフリングのピッチは1周180 mm (7 in)である。銃身は空冷式で、また、銃身交換を容易にするべく銃身周辺の構造は簡単に取り外せるようになっている。高さの調節が可能な折畳式二脚を標準的に備えるほか、M192三脚や車載用銃架に取り付けることも可能である。機関銃としての持続射撃能力を十分に備えつつも、射撃精度は小銃と同程度とされる。ガス規整子を切り替えることで、射撃速度を725発/分と1,000発/分のいずれかに設定することができる。1,000発の設定は、銃が汚れている場合や寒冷地などの特殊な状況での運用を想定して設計されたものであった。なお、この2点切替式のガス規整子は1985年の改良で廃止された。一般に銃身を過熱させずに射撃する場合、M249の平均的な射撃速度は850発/分程度であるという。
|            | M1918                | M249                 | M249 Para            | M240B                | RPK-74               | PKM                  | ネゲヴ               | Ultimax 100          |
| ---------- | -------------------- | -------------------- | -------------------- | -------------------- | -------------------- | -------------------- | -------------------- | -------------------- |
| 装填時重量 | 9.5 kg (21 lb)       | 10 kg (22 lb)        | 9.1 kg (20 lb)       | 15.8 kg (35 lb)      | 5.56 kg (12 lb)      | 11.4 kg (25 lb)      | 9.7 kg (21 lb)       | 6.8 kg (15 lb)       |
| 全長       | 1,194 mm (47 in)     | 1,041 mm (41 in)     | 893 mm (35 in)       | 1,245 mm (49 in)     | 1,060 mm (42 in)     | 1,173 mm (46 in)     | 1,020 mm (40 in)     | 1,030 mm (41 in)     |
| 使用弾     | .30-06               | 5.56x45mm NATO       | 5.56x45mm NATO       | 7.62x51mm NATO       | 5.45x39mm            | 7.62x54mmR           | 5.56x45mm NATO       | 5.56x45mm NATO       |
| 給弾       | 20発箱型弾倉         | 200発弾帯            | 200発弾帯            | 100発弾帯            | 45発箱型弾倉         | 100発弾帯            | 150発弾帯            | 100発ドラム型弾倉    |
| 銃口初速   | 860 m/s (2,820 ft/s) | 915 m/s (3,000 ft/s) | 915 m/s (3,000 ft/s) | 905 m/s (2,970 ft/s) | 960 m/s (3,150 ft/s) | 825 m/s (2,710 ft/s) | 915 m/s (3,000 ft/s) | 945 m/s (3,100 ft/s) |

## 実戦投入

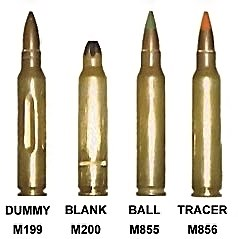
M249で使用できる各種の5.56mm弾。左からM199模擬弾、M200空包、M855通常弾、M856曳光弾

M249軽機関銃は、M249 SAWの制式名称で、1984年に正式採用された。当初は様々な評判があり、おおむね地面に伏せて射撃を行えば十分に軽機関銃として運用しうるが、一方で小銃のような肩撃ちないし腰だめ撃ちの場合には使い物にならないと言われた。また、非常に頑丈かつ強力な分隊支援能力を有する点は支持されたが、一方で多くの欠点も指摘された。例えば、不良の多い空包射撃用アタッチメントや破損しやすい二脚、複雑なスリング取付金具、構造上隙間や溝が多く土や汚れが付着しやすい点などである。中にはM16の重銃身モデルの方が優れた軽機関銃であるという評価もあった。
大規模な運用は、1991年の湾岸戦争が始まってからであった。以後、1993年のソマリア介入（統一タスクフォース）、1994年のボスニア紛争、1999年のコソボ紛争、2001年からのアフガン紛争、2003年からのイラク戦争など、アメリカ軍が参加した多くの紛争・戦争に投入された。
M249は、機動部隊（maneuvering unit）により運用され、手持ちの姿勢か銃架に据え付けられた状態から射撃され、他隊の支援を行うために用いられる。通常、射手は200発弾帯5本の合計1,000発分の弾薬を携行し、さらに予備として最大500発程度の弾薬を携行する際は100発ずつソフトケースに装填して携行する。

### 湾岸戦争
湾岸戦争中、陸軍および海兵隊に対し、合計929丁のM249が支給された。前線での使用例は少なく、この戦争においてM249は機動的に運用されることよりも定位置からの友軍支援用途に用いられる事が多かった。砂漠という環境もあり、運用中に砂が詰まるという苦情が相次いだ。

### アフガニスタン
アフガニスタン紛争では、PIP キットによる改修を受けたM249が、より重量のあるM240機関銃と共に標準的な分隊支援火器として運用された。当時は8人から成る1個分隊に対し、通常2丁のM249が支給されていた。この時期に運用されたM249の多くは、落下傘降下や近接戦闘を想定して全長を抑えるために折畳式銃床が取り付けられた。特殊部隊などでは一層の軽量化が施されたパラ・バージョンと呼ばれるモデルが好まれた。
2002年、ナティック兵員センター所属のチャーリー・ディーン中佐（Charlie Dean）およびサム・ニューランド一等軍曹（Sam Newland）により、報告書「アフガニスタンの戦訓」（Lessons Learned in Afghanistan）が発表された。これによれば、M249射手のうち54%が銃の日常の整備および維持に問題を感じており、銃のうち30%には錆が浮いていたという。また、弾薬箱のガタつきや脱落が発生していることも報告されている。調査の対象となった将兵のうち、80%がM249の射撃精度と殺傷能力に満足していると答えたが、「自分の武器に自信がある」と答えたのは64%だった。そして、こうした不満の最も大きな原因は砂づまりにあるとされた。

### イラク戦争
2003年に勃発したイラク戦争では、PIP改修済みのモデルとパラ・バージョンが使用された。2004年の時点でほとんどのM249は運用開始後20年が経過しており、老朽化のために信頼性は大幅に落ちていた。前線では更新を求める声が大きくなり、脱落防止のためにダクトテープを巻きつけた例もあったという。この頃には根強く残っていた5.56mm弾の殺傷力に対する不信が再び大きくなりつつあり、複数回命中させた相手から撃ち返されたという報告も増えていた。また、この戦争でもM249を含む多くの火器で砂づまりが重大な問題となった。
2003年5月15日、ジム・スミス中佐（Jim Smith）により、イラク戦争における武器運用に関する報告書「イラクの自由作戦におけるPEO部隊の教訓」（Operation Iraqi Freedom PEO Soldier Lessons Learned）が発表された。この中でスミスはM249について、「意図された通りに分隊レベルで必要とされる火力を提供した」と主張している。また、M249のうちSPW モデルを高く評価し、短銃身と前方のピストルグリップが市街地におけるSAWの効率的な運用に役立ったとしている。2007年、国防産業協会にて第17歩兵連隊第1大隊所属のアル・ケリー中佐（Al Kelly）がM249に関するプレゼンテーションを行い、この中で彼は射程や高い信頼性などを称賛した。また、前線ではプラスチック製弾倉よりも布製弾帯袋が好まれていることを語ったほか、敵を倒す力こそ欠けているが、それは射撃速度の早さでカバーしうると語った。
2006年12月、海軍分析センターが米軍の小火器およびそれを用いた戦闘に関する報告書を発表した。この報告書は、過去12ヶ月間にイラクおよびアフガニスタンでの作戦に従事し、なおかつ火器を用いる戦闘に参加し、自らも射撃を行った軍人2,608名を調査対象とした。このうち13%にあたる341名がM249射手であった。M249射手のうち71%が自らの銃に満足していると回答した。また、40%が100発用ソフトケースを好んで使用したと回答し、21%がソフトケースおよび200発用弾帯袋を併用したと回答した。60%が操作性や大きさ、重量などに満足していると答えた。不満と解答した40%のうち半分程度は重量を問題視していた。一方、整備性に関しては不満を抱いている兵士が70%にもなり、多くは取り外しおよび組み立てに支障のある小さな部品の多さと耐食性の低さを理由として述べた。全体の30%が深刻なレベルでの動作停止を経験したことあがり、そのうち41%はその故障が戦闘に大きな影響をおよぼしたと答えた。全体の65%は前線に勤務している間、自分のM249は修理を必要としなかったと答えた。65%がM249について誤作動なく射撃を行うことに自信があると答え、また、64%が破損などが起こらず修理を必要としないと答えた。この2つの解答は、独自のメンテナンスを行うM249射手が多いことを示している。また、60%の射手は調査に際して改善点の提案を行った。そのうち17%は軽量化を求め、別の17%は強度のある頑丈な弾帯および弾倉を求めていた。その他には折畳式銃床などの改良案が提案されていた。

## 派生型

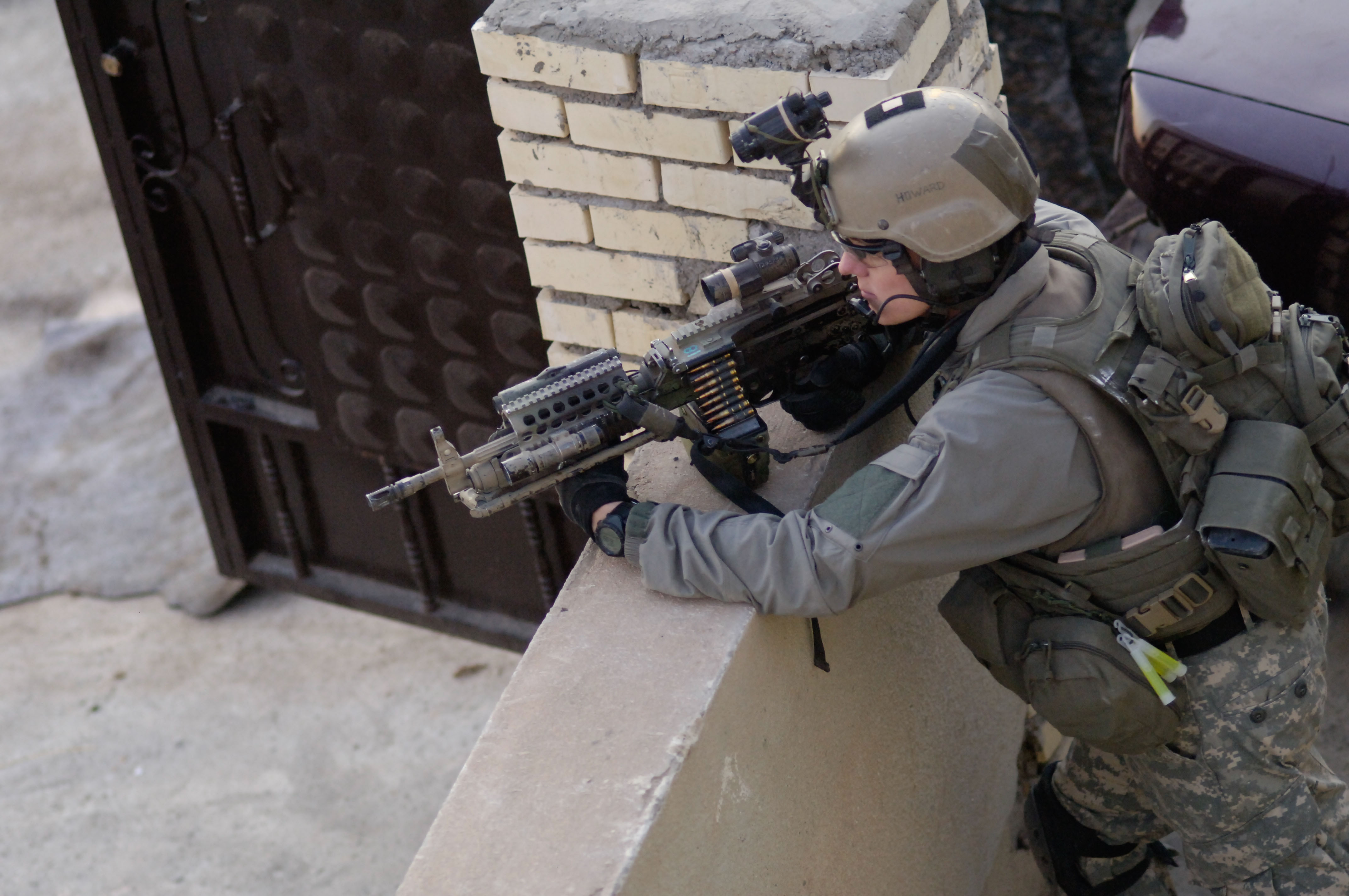
イラク戦争中、Mk46機関銃を使用する第75レンジャー隊員（2008年11月撮影）

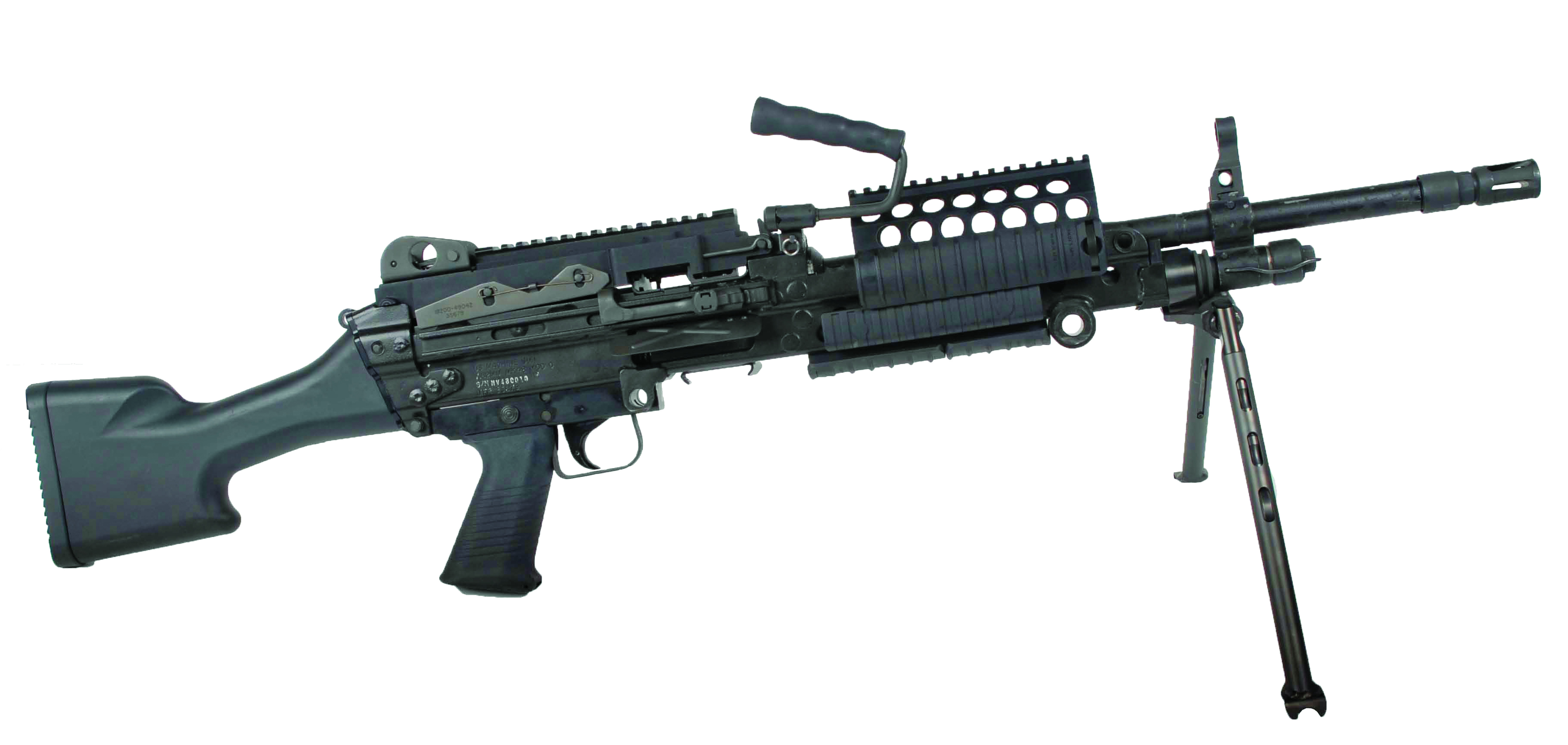
Mk48機関銃

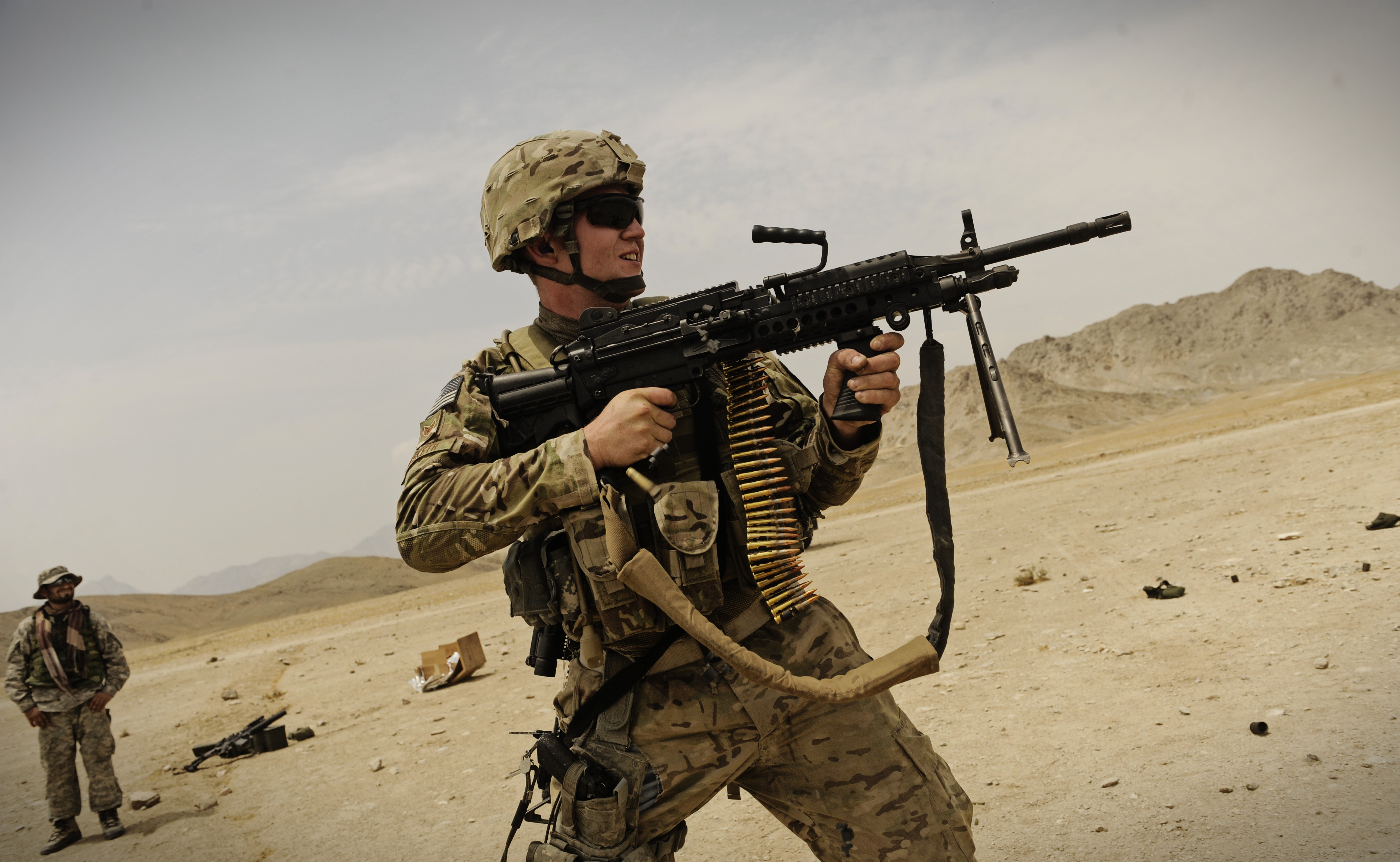
Mk48機関銃を構える空軍の兵士

M249 PIP
1985年の改良案に基づき、PIP キットを導入したモデル。事実上の標準モデルである。銃床はオリジナルのスチール管のものからM240機関銃と類似した形状のプラスチック製のものに交換された。これにより銃床内に反動を軽減するための油圧緩衝器を取り付けることが可能となった。
射撃速度を変更する2点切替式ガス規整子は廃止され、高速射撃は不可能となった。火傷防止のためにハンドガードは銃身上部まで拡大され、キャリングハンドルは固定式から折畳式に改められた。また、怪我の防止のために部品の鋭利な箇所は可能な限り面取りが施された。そのほか、二脚、ピストルグリップ、消炎器、照準器などが改良されている。
それ以降も兵員強化計画（Soldier Enhancement Program）および即時実戦反映構想（Rapid Fielding Initiative）の一環として、長年に渡り改良が続けられている。これには改良型の二脚や、プラスチック製弾倉を更新するための100発および200発用ソフトパック、ピカティニー・レールの取り付けなどが含まれる。

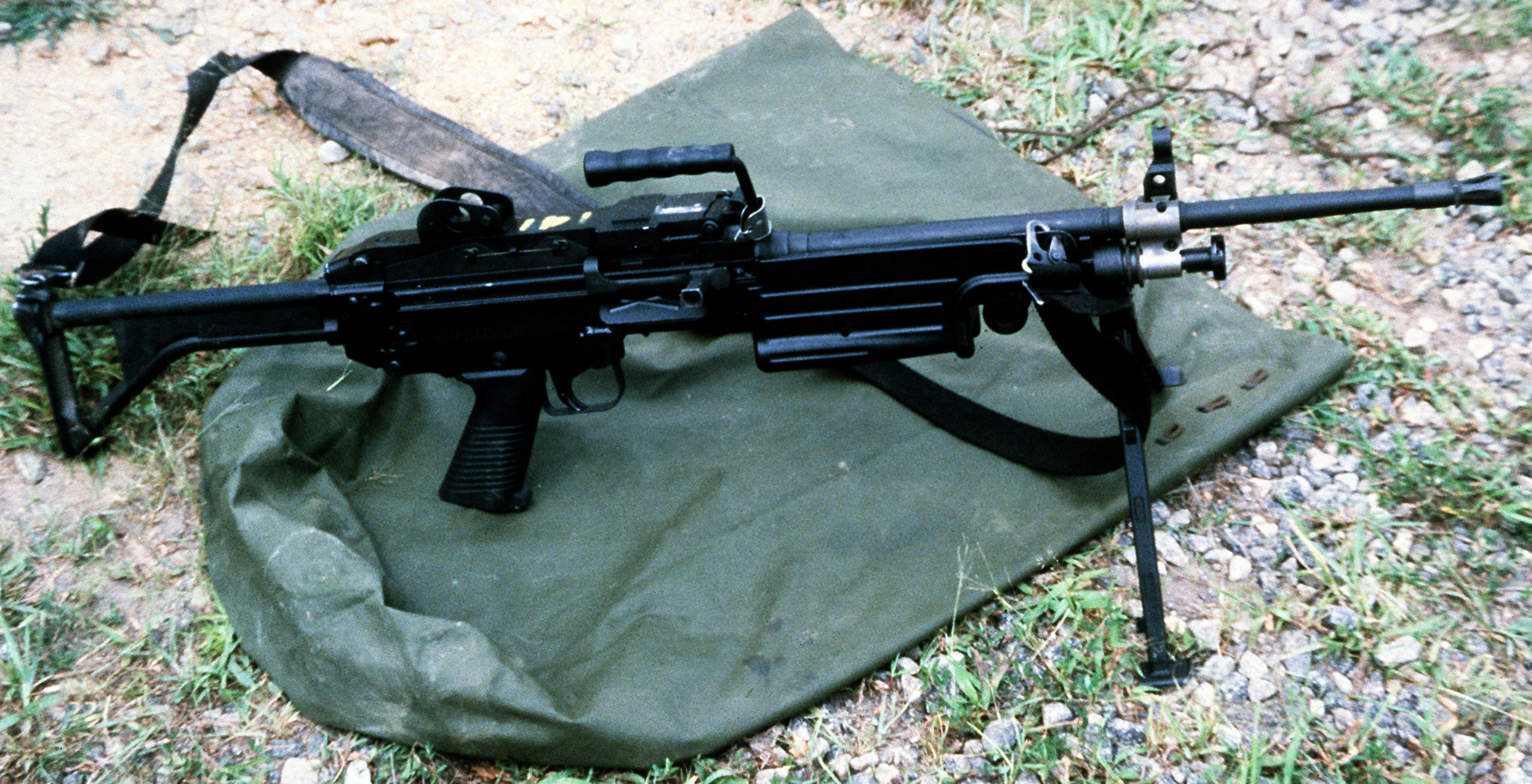
PIP キット導入前のM249（1986年撮影）
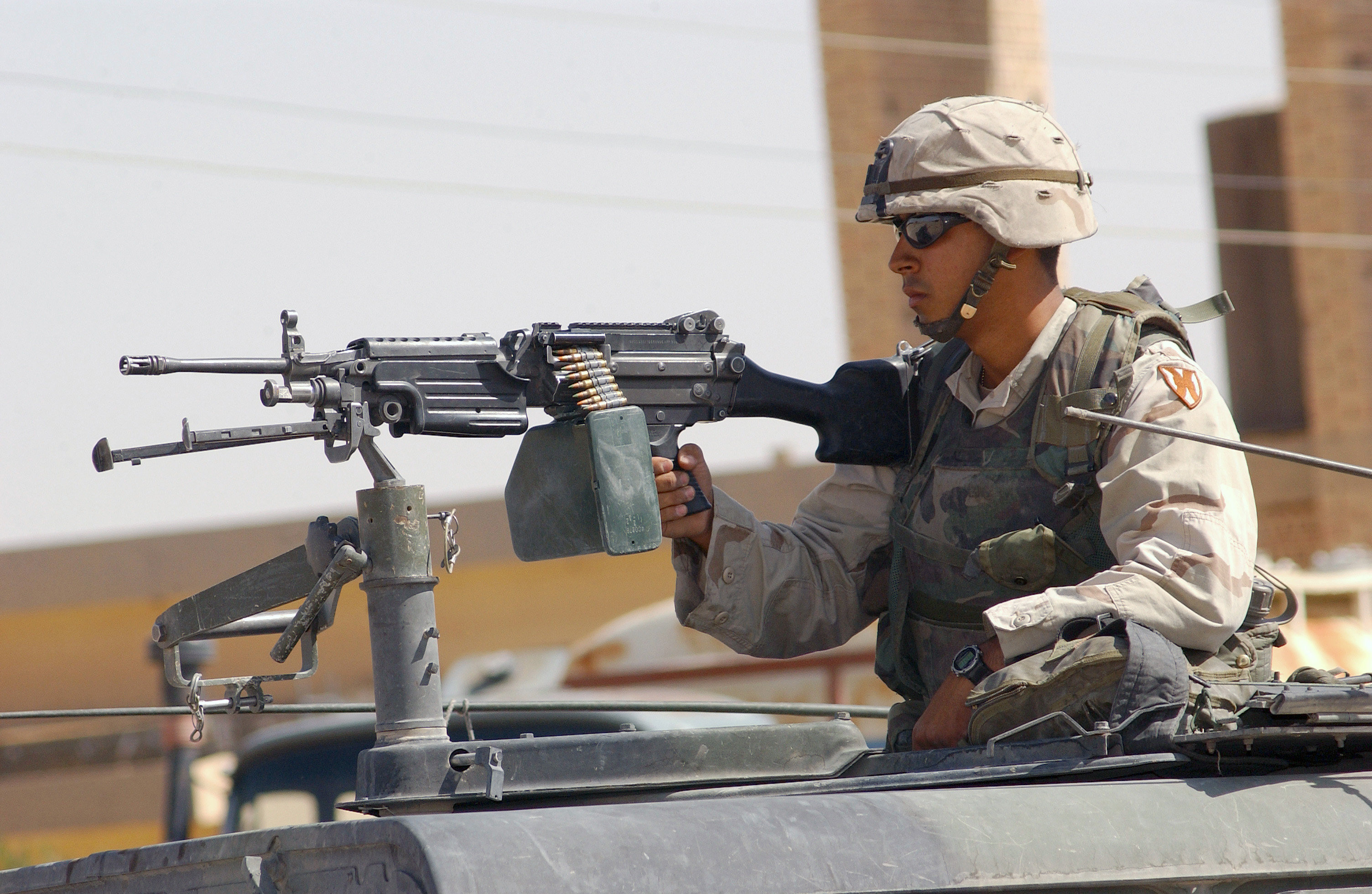
PIP キット導入後のM249。銃身上部の覆いやプラスチック製銃床などの改良点が確認できる（2003年撮影）
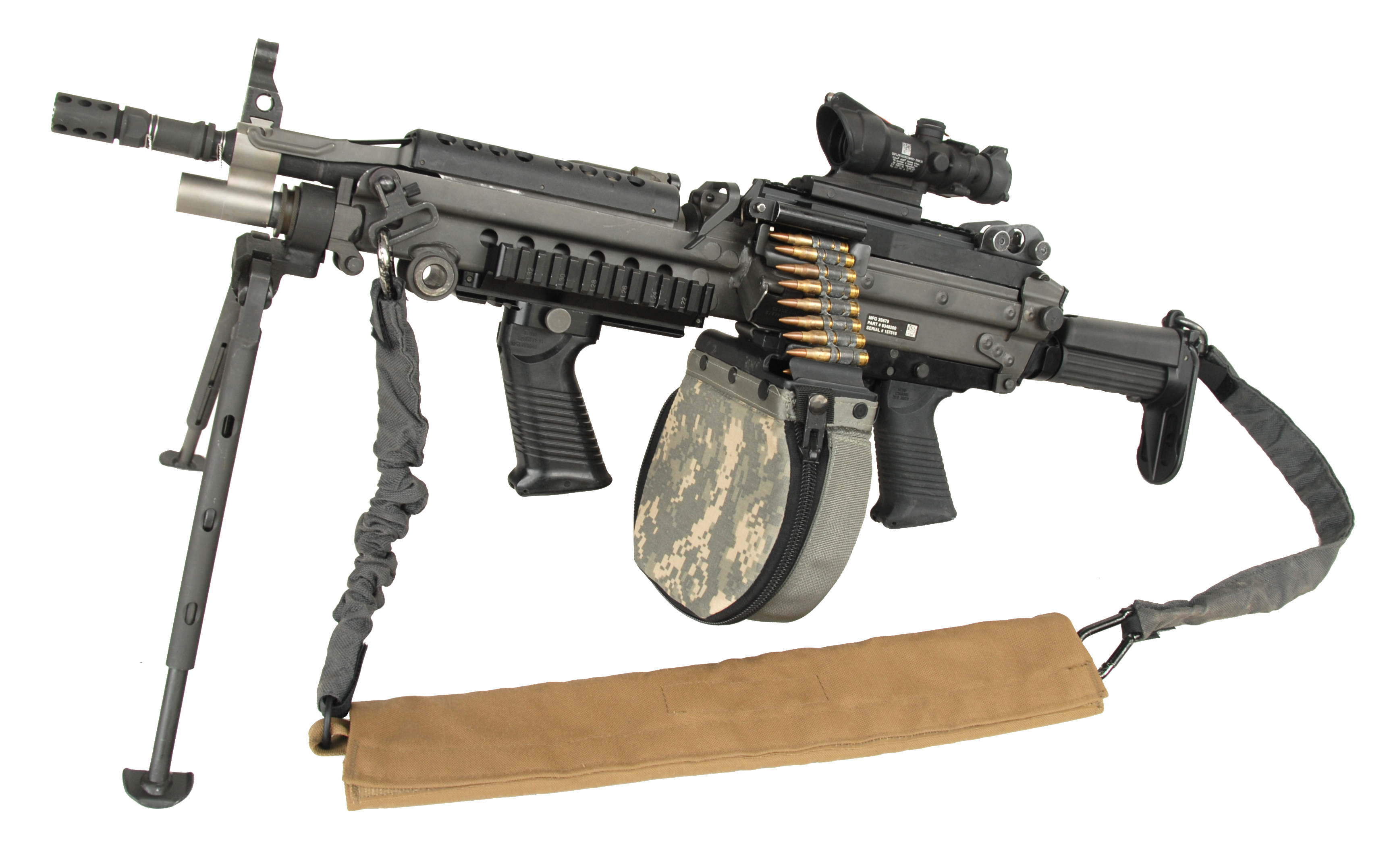
2010年時点の全ての近代化改良を導入した陸軍向け支給型のM249（2010年7月頃）

M249 パラトルーパー
M249 パラトルーパー（M249 Paratrooper）は、その名の通り落下傘部隊への配備を想定した軽量化モデルで、短銃身とアルミニウム製伸縮式銃床を採用しており、しばしば“パラ（Para）”と通称される。銃身長が348 mm(13.7 in)に短縮され、全長893 mm (35 in)、重量7.1 kg (16 lb)であり、通常のM249と比較すると小型かつ軽量である。
即時実戦反映構想の元、従来のパイプ型伸縮式銃床からM4カービンのものと類似したテレスコピック型伸縮式銃床への更新が進められている。

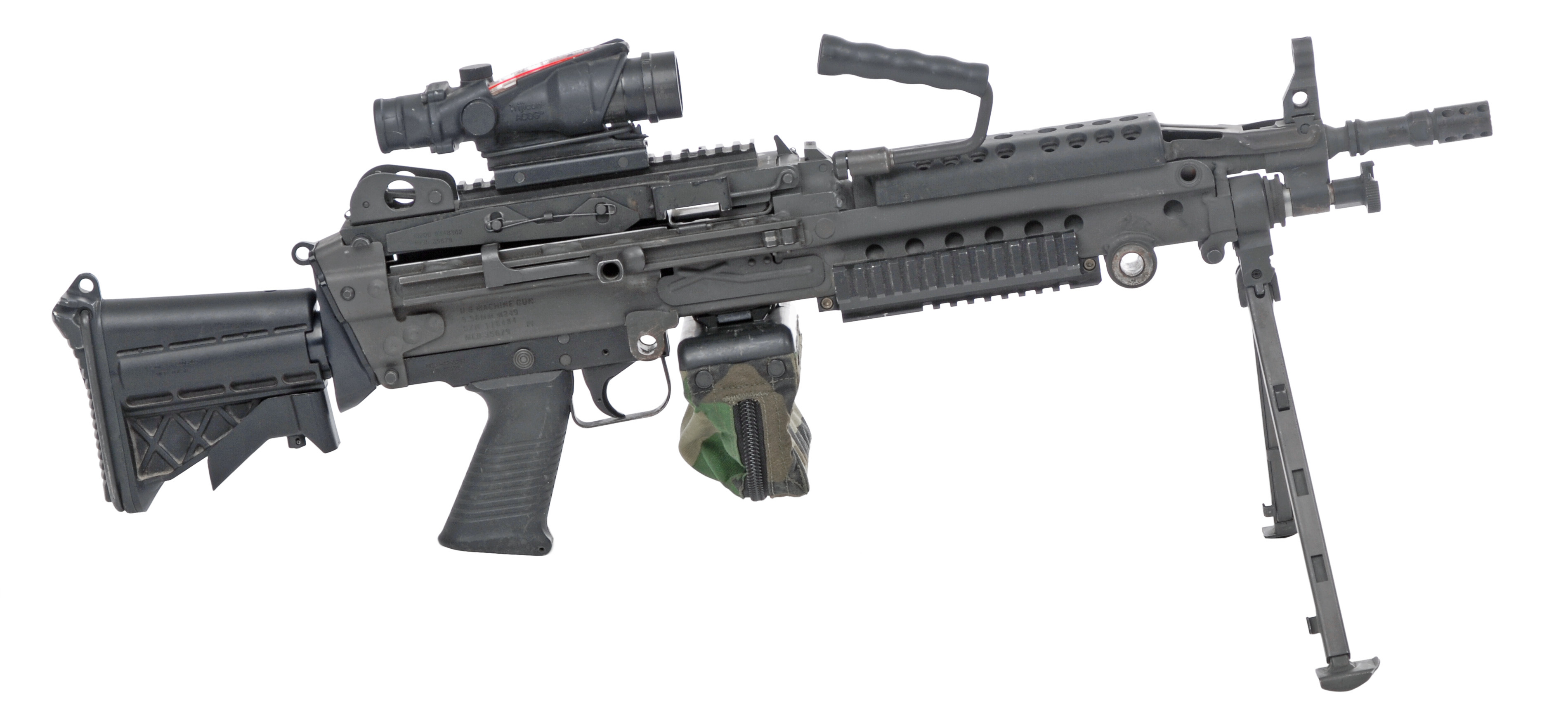
M249 パラトルーパー。最新型の伸縮銃床型
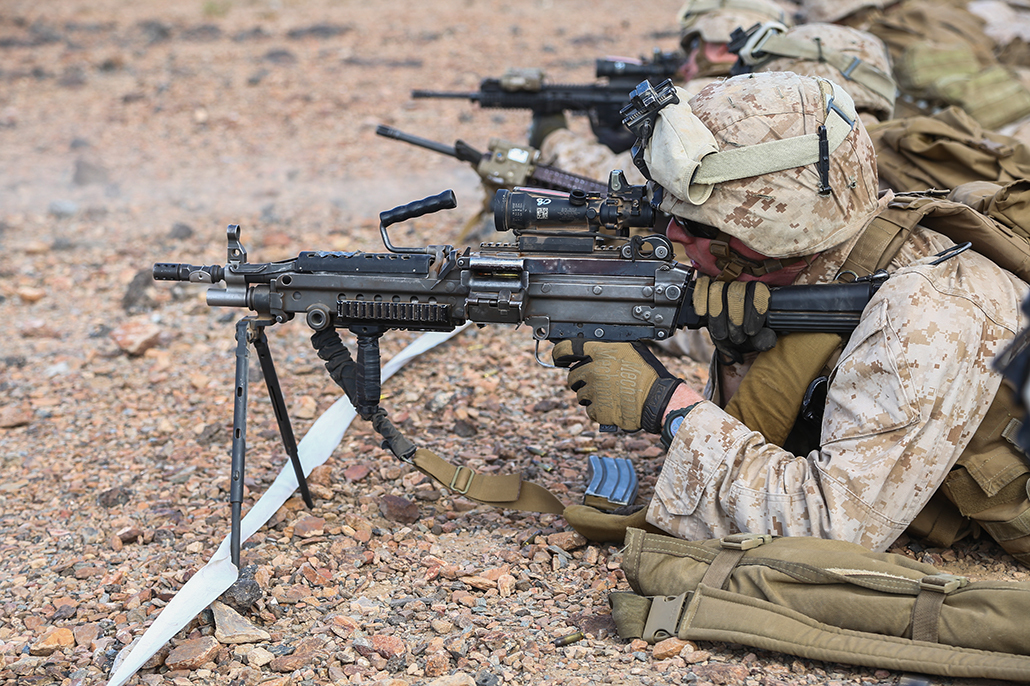
M249(2010年改良型)を射撃する海兵隊員。パラトルーパーとの違いはガスレギュレーターの形状にて識別できる。

M249 SPW
M249 SPWは、特殊作戦軍（USSOCOM）の要求を取り入れた軽量小型モデルであり、SPWとは特殊用途火器（Special Purpose Weapon）を意味する。
キャリングハンドル、弾倉取付部、車載銃架取付基部などは重量を減らすために完全に除去されている。そのため、SPWは車載したり小銃用弾倉を使用することができない。各種照準器などを取り付けるために給弾部覆いとハンドガードにピカティニー・レールが追加されているほか、二脚は着脱可能なものが用意されている。
SPWの軽量銃身はパラ・モデルよりも長く、SPWの全長は908 mm (36 in)、重量は5.7 kg (13 lb)である。
M249S
FNH USA社が2015年に発表した民間向けモデル。セミオート射撃のみ可能で、ライフルと称される。外見上の特徴はM249とよく似ているが、BATFEによる制限に従い、射撃はクローズドボルトの状態から行われる。これに伴い、ファイアコントロールグループを始めとする内部構造は大きく異なり、部品の互換性もない。そのため、M249の部品を用いてフルオート射撃機能を付与することはできない。分解および組立もM249より多少複雑である。給弾はM249と同様、弾帯あるいは弾倉によって行われる。また、マニュアルでは民生用ではなく軍用の5.56mm弾の使用が推奨されている。民生用弾を用いると、特に弾倉使用時の給弾不良などの故障に繋がる可能性があるという。定価は1万ドル以上するが、一般の民間人が合法的に所持できるフルオート版のM249のオークション価格が50万ドル以上する上、そもそもアメリカ合衆国内に一丁しか存在しない事と比較すれば、比較的安価かつ気軽に購入出来るものとなっている。
Mk46 Mod0
USSOCOMにより、SPWにさらなる改良が加えられたモデル。
Mk46と後述のMk48は、共に海軍特殊戦コマンド（NAVSPECWAR）での使用を想定したモデルであった。Mk46はSPWと同様に重量を減らすべくキャリングハンドルや弾倉取付部、車載銃架取付基部などが除去されていたが、銃床は通常モデルと同様のプラスチック製銃床が取り付けられている。また、ピカティニー・レールを取り付けられたフォアグリップの形状もSPWとは若干異なる。
銃身はSPWよりも軽量のものか、厚みがありフルート加工済の銃身のいずれかを取り付ける。
Mk48
USSOCOMの要求により開発されたモデルで、7.62x51mm NATO弾を使用するMk46の派生型である。公的には軽量機関銃（Light Weight Machine Gun, LWMG）に分類されており、M60機関銃の派生型であるMk43 Mod0/1を更新するべく採用された。
アメリカ軍において、M60機関銃を原型とする各種の機関銃は、より重量のあるM240機関銃の派生モデルよりも携帯性に優れたため、歩兵用の中機関銃として広く使用されてきた。しかし、M60機関銃は設計当初より信頼性の低さが問題視されており、各種派生型でもそれは変わらなかった。
1990年代半ばに行われた試験を通じ、アメリカ陸軍はM60機関銃をM240機関銃の軽量化モデルであるM240B汎用機関銃で更新することを決定した。ところが、標準のM240B機関銃は信頼性こそ優っていたものの、銃身を取り付けた場合の重量が22.5 lb (10 kg)、全長が49 in (1,245 mm)もあった。一方、アサルト・バレルとして知られる短銃身を取り付けたM60機関銃は重量が22.5 lb (10 kg)、全長が37.7 in (958 mm)であり、NAVSPECWARはM60機関銃シリーズからM240B機関銃への更新に対し非常に消極的であった。
2001年、NAVSPECWARでは新規機関銃の調達を決定し、FN社によりM249のスケールアップ版（重量18.5 lb (8 kg)、全長39.5 in (1,003 mm)）が設計された。この新設計モデルはM60機関銃シリーズよりも軽量で信頼性も高く、また、操作は既存のM249と大きく変わらなかった。2003年8月、この新設計がMk48として採用された。

## 今後
現在までにM249の寿命を伸ばすために様々な改修およびメンテナンス計画が実施されてきた。多くのM249は長年の使用により重要部品の多くが摩耗しており、とりわけ初期生産分ではレシーバーレールが反り返るという不良が頻発していた。後期型ではレールを強化し溶接方法を改めることで改善が試みられた。2009年には陸軍でM249向けに新型の伸縮式銃床の配備が進められた。
海兵隊では、弾倉給弾式でM249よりも軽量な小銃型の分隊支援火器としてM27 IARの運用試験を続けており、これにより現在配備されているM249の一部を置き換えることを計画している。この計画では4,100丁程度のM27を調達し、現在10,000丁程度配備されているM249の一部を更新することとされている。更新は小隊単位で行われ、8,000丁程度のM249は継続使用される予定である。また、この計画に伴う試験のために450丁のHK416小銃改良モデルが調達されている。なお、陸軍ではM27の導入を計画していない。陸軍歩兵研究開発センター（U.S. Army Infantry Research and Development Center）所属のロバート・ラドクリフ大佐（Robert Radcliffe）はこの理由について、弾倉給弾式軽機関銃での更新は分隊単位の火力を大幅に低下させる恐れがあると述べている。これは、海兵隊と陸軍の編成の差も影響している。すなわち、13人1個分隊の海兵隊と異なり、9人1個分隊の陸軍では機関銃手に対してより高い支援能力が求められているのである。ただし、陸軍内でも老朽化したM249を近い将来更新することは検討されていた。
2018年、M249とM4/M4A1カービンの更新に向けた試みとして、陸軍は6.8mm級火器の設計を各メーカーに求めることを発表した。10月4日、陸軍は次世代分隊支援火器-ライフル（Next Generation Squad Weapon-Rifle, NGSW-R）および次世代分隊火器-自動小銃（Next Generation Squad Weapon-Automatic Rifle, NGSW-AR）と称される新型6.8mm弾仕様火器に関する最初の試作機会通知（Prototype Opportunity Notice, PON）の草案を発表した。陸軍では2017年の小火器弾薬構成研究（Small Arms Ammunition Configuration Study）に基づき、6.8mm弾の採用に前向きな姿勢を取ってきた。12月17日の発表によれば、PONの発表は2019年1月を予定し、4月頃から各メーカーの試作品を受け取ることになると想定されていた。また、2018年7月頃には新型自動火器の開発に関する5件の契約が各メーカーと結ばれている。2022年4月、一連のNGSW計画のもと、近接戦闘部隊内でM4/M4A1カービンを置換するXM5ライフルと、M249を置換するXM250軽機関銃の製造契約が結ばれた。
かつてはLSAT軽機関銃による更新も提案されていた。